# Іджиль
Іджи́ль (фр. Kedia d'Idjil) — гора на північному заході Мавританії в області Тірис-Земмур, неподалік від східного кордону Західної Сахари. Є найвищою точкою країни — 917 метрів.

## Родовище
В горі присутня велика кількість залізної руди, що відбивається на її кольорі — сіро-блакитному.
Перші згадки про розробки родовища відносяться до 1068 року.
Сучасна розробка почалася з геологічних вишукувань 1937-1939 рр. на східному схилі, в безпосередній близькості від міста Зуерат. Експлуатація почалася 1962 року компанією MIFERMA, яка була націоналізована в 1974 році. До родовища була побудована залізниця, що простягнулася на 680 км до порту міста Нуадібу.